# Eindrijm
Eindrijm is rijm op het einde van twee of meer versregels. Deze rijm is erg opvallend. Zelfs als het rijm meerdere regels uit elkaar staat, zoals in omarmend rijm, dan wordt dit nog opgemerkt.
- Hij ziet zijn leven, eind'looze woestijn,
En denkt aan prenten uit zijn kindertijd:
Helgeel is 't zand, en alles leeg en wijd,
Driehoekjes staan op de achtergrond, heel klein;
(J.A. dèr Mouw)

## Kermisrijm
Veel hedendaagse dichters schuwen het gebruik van eindrijm, maar maken veelvuldig gebruik van binnen- of middenrijm. Als het al rijmt moet het niet te opvallend zijn, zoals in het zg. kermisrijm. Dit is rijm dat erg voor de hand ligt (zoals men op de kermis rijmt), zoals: "hart" en "smart". Goede voorbeelden hiervan zijn sinterklaasgedichten.